# André Fallières
Pour les articles homonymes, voir Fallières.
André Fallières, né le 30 septembre 1875 à Villeneuve-de-Mézin (Lot-et-Garonne) et mort le 20 août 1968 dans la même commune, est un homme politique français.

## Biographie

### Jeunesse et études
Jean André Fallières est le fils du président de la République Armand Fallières et de son épouse Jeanne, née Bresson. Il a une sœur aînée, Anne-Marie Fallières (1874-1962). 
André Fallières suit des études de droit à l'université de Paris. Il est titulaire d'un doctorat en droit.

### Parcours professionnel
Il commence sa carrière comme avocat à la cour d'appel de Paris et secrétaire de la conférence des avocats. 
Il est chef adjoint du cabinet de son père à la présidence du Sénat de 1899 à 1906, puis conseiller de celui-ci à l'Élysée de 1906 à 1913.
Par la suite, après avoir été affecté au service de la censure durant la Première Guerre mondiale, il est député du Lot-et-Garonne (1919-1928), sous-secrétaire d'État aux Finances (1926) dans le gouvernement Aristide Briand (9), ministre du Travail, de l'Hygiène, de l'Assistance et de la Prévoyance sociale (1926-1928) dans le gouvernement Raymond Poincaré (4), maire de Villeneuve-de-Mézin (1931-1945) et sénateur du Lot-et-Garonne (1932-1940). Il vote les pleins pouvoirs constituants à Philippe Pétain le 10 juillet 1940.
André Fallières est resté célibataire. Il meurt à 92 ans.